# Nati il 21 agosto
| Questa pagina contiene informazioni ricavate automaticamente dalle voci biografiche con l'ausilio del template Bio e di un bot. L'aggiornamento è periodico e automatico e ricostruisce completamente la pagina. Se manca una persona in questa lista, sei pregato di non aggiungerla, ma accertati piuttosto che la sua voce biografica contenga il template Bio e che i dati anagrafici siano correttamente compilati. Se il template Bio manca, inseriscilo tu stesso o, in alternativa, metti l'avviso {{tmp\|Bio}} che ne segnala la mancanza. Se i dati riportati sono sbagliati, correggi direttamente la voce biografica; le modifiche saranno visibili in questa lista entro pochi giorni. Per chiarimenti vedi il progetto biografie. La lista contiene solo le 1.093 persone che sono citate nell'enciclopedia e per le quali è stato implementato correttamente il template Bio. Pagina aggiornata al 13 ago 2025. |

## XII secolo(2)
- 1165 - Filippo II di Francia, re († 1223)
- 1194 - Ronald Guternbach, politico e scrittore tedesco († 1268)

## XV secolo(2)
- 1460 - Ludovico Gonzaga, vescovo cattolico italiano († 1511)
- 1481 - Giorgio di Lencastre, principe portoghese († 1550)

## XVI secolo(7)
- 1535 - Shimazu Yoshihiro, militare giapponese († 1619)
- 1543 - Giovanni Bembo, doge († 1618)
- 1563 - Matija Divković, filosofo e teologo bosniaco († 1631)
- 1567 - Francesco di Sales, vescovo cattolico francese († 1622)
- 1579 - Enrico II di Rohan, condottiero francese († 1638)
- 1583 - Eleonora di Hohenzollern, principessa prussiana († 1607)
- 1583 - Denis Pétau, filosofo, storico e teologo francese († 1652)

## XVII secolo(16)
- 1606 - Vincenzio Galilei, italiano († 1649)
- 1609 - Jean Rotrou, scrittore e drammaturgo francese († 1650)
- 1625 - Johann Philipp Treffler, artigiano tedesco († 1698)
- 1627 - Louis Cousin, traduttore, storico e avvocato francese († 1707)
- 1627 - Johannes van Bronckhorst, pittore olandese († 1656)
- 1627 - Bernardino Rocci, cardinale e arcivescovo cattolico italiano († 1680)
- 1643 - Alfonso VI del Portogallo, sovrano († 1683)
- 1648 - Giuseppe Zatrillas, poeta e politico italiano († 1720)
- 1653 - Francesco Maria Imperiale, doge italiano († 1736)
- 1670 - James FitzJames, I duca di Berwick, generale inglese († 1734)
- 1681 - Ernesto Federico I di Sassonia-Hildburghausen, duca († 1724)
- 1683 - Gabriele Valvassori, architetto italiano († 1761)
- 1692 - Domenico Gregorini, architetto italiano († 1777)
- 1698 - Giuseppe Coppola, vescovo cattolico italiano († 1767)
- 1698 - Giuseppe Guarneri del Gesù, liutaio italiano († 1744)
- 1699 - Giovanni Bragadin, patriarca cattolico italiano († 1775)

## XVIII secolo(41)
- 1706 - Gaetano I Boncompagni Ludovisi, principe († 1777)
- 1709 - Federico Enrico di Brandeburgo-Schwedt, nobile († 1788)
- 1709 - Luisa di Anhalt-Dessau, principessa († 1732)
- 1711 - Bernardo Francisco de Hoyos de Seña, presbitero e mistico spagnolo († 1735)
- 1714 - Antonio Giuseppe Sartori, architetto italiano († 1792)
- 1723 - Bernardo Caprara, diplomatico italiano († 1778)
- 1725 - Jean-Baptiste Greuze, pittore e disegnatore francese († 1805)
- 1735 - Tobias Furneaux, militare, navigatore e esploratore britannico († 1781)
- 1739 - Mariano Salvador Maella, pittore spagnolo († 1819)
- 1746 - Ignaz Umlauf, compositore austriaco († 1796)
- 1747 - Franz Paula von Schrank, botanico e entomologo tedesco († 1835)
- 1748 - Aurelio Roverella, cardinale italiano († 1812)
- 1749 - Edvard Storm, poeta e pedagogista norvegese († 1794)
- 1752 - Antonio Cavallucci, pittore italiano († 1795)
- 1752 - Jacques Roux, politico, rivoluzionario e presbitero francese († 1794)
- 1754 - Banastre Tarleton, generale e politico britannico († 1833)
- 1756 - Johann Friedrich von Waldenstein-Wartenberg, vescovo cattolico austriaco († 1812)
- 1757 - Tommaso Nani, giurista italiano († 1813)
- 1764 - Gebhard Johan Achaz von Alvensleben, librettista e drammaturgo tedesco († 1840)
- 1764 - Bernhard Galura, vescovo cattolico tedesco († 1856)
- 1765 - Aubrey Beauclerk, VI duca di St. Albans, politico britannico († 1815)
- 1765 - Guglielmo IV del Regno Unito, re inglese († 1837)
- 1767 - Giuseppe Venceslao del Liechtenstein, presbitero e generale austriaco († 1842)
- 1776 - Elizabeth Parke Custis, politica e socialite statunitense († 1831)
- 1783 - John Gully, pugile e politico inglese († 1863)
- 1785 - George Bishop, astronomo britannico († 1861)
- 1785 - John Dickens, giornalista inglese († 1851)
- 1785 - Sof'ja Grigor'evna Volkonskaja, nobildonna russa († 1868)
- 1787 - John Owen, politico statunitense († 1841)
- 1789 - Augustin-Louis Cauchy, matematico e ingegnere francese († 1857)
- 1790 - Joaquín Vizcaíno, militare, politico e filantropo spagnolo († 1840)
- 1791 - Augustus FitzGerald, III duca di Leinster, nobile e politico irlandese († 1874)
- 1792 - Pëtr Pletnëv, poeta e critico letterario russo († 1866)
- 1793 - Christian Friedrich Hornschuch, botanico tedesco († 1850)
- 1793 - Henri Patin, letterato francese († 1876)
- 1793 - Louis-Marie Querbes, presbitero francese († 1859)
- 1793 - Dorotea di Curlandia, principessa tedesca († 1862)
- 1794 - Bernhard Studer, geologo svizzero († 1887)
- 1796 - Asher Brown Durand, pittore statunitense († 1886)
- 1798 - Carlo Corsi di Bosnasco, magistrato e politico italiano († 1885)
- 1798 - Jules Michelet, storico francese († 1874)

## XIX secolo(140)
- 1801 - Hippolyte Sebron, pittore e fotografo francese († 1879)
- 1804 - William Villiers-Stuart, militare e politico britannico († 1873)
- 1805 - August Bournonville, danzatore e coreografo danese († 1879)
- 1805 - Alfred François Nettement, scrittore francese († 1869)
- 1805 - Ludwig von Sztankovics, generale austriaco († 1868)
- 1809 - Francesco Schira, compositore e direttore d'orchestra italiano († 1883)
- 1810 - François Stanislas Crespin, generale francese († 1877)
- 1811 - Joseph Derenbourg, storico, orientalista e traduttore tedesco († 1895)
- 1811 - William Kelly, inventore statunitense († 1888)
- 1813 - Jean Servais Stas, chimico belga († 1891)
- 1814 - Sansone D'Ancona, politico italiano († 1894)
- 1814 - Biagio Gioacchino Miraglia, psichiatra, poeta e patriota italiano († 1885)
- 1815 - Emanuele Luserna di Rorà, politico italiano († 1873)
- 1816 - Charles Frédéric Gerhardt, chimico francese († 1856)
- 1819 - Emilio Casa, medico e storico italiano († 1904)
- 1820 - Charles Duverger de Saint-Thomas, politico francese († 1888)
- 1821 - Andrea Kim Taegon, presbitero coreano († 1846)
- 1822 - Friedrich Vetterli, inventore svizzero († 1882)
- 1823 - Pietro Monte, religioso e meteorologo italiano († 1888)
- 1824 - Joaquín García Icazbalceta, filologo e storico messicano († 1894)
- 1824 - Carolina Pepoli, nobile, attivista e politica italiana († 1892)
- 1826 - Karl Gegenbaur, anatomista tedesco († 1903)
- 1826 - Giuseppe Tozzoli, politico italiano († 1881)
- 1827 - Francesco Costantini, politico e giurista italiano († 1899)
- 1829 - Otto Goldschmidt, compositore, direttore d'orchestra e pianista tedesco († 1907)
- 1830 - Théophile Funck-Brentano, filosofo, sociologo e giurista francese († 1906)
- 1831 - Baccio Maineri, scrittore, giornalista e bibliotecario italiano († 1899)
- 1831 - Raffaele Villari, patriota e scrittore italiano († 1908)
- 1833 - Giuseppe Quandel, abate, militare e astronomo italiano († 1897)
- 1834 - Eugenio Antonio Olivero, generale italiano († 1917)
- 1835 - Maximiano Fernández del Rincón y Soto Dávila, vescovo cattolico spagnolo († 1907)
- 1835 - Hashimoto Gahō, pittore giapponese († 1908)
- 1836 - Eduardo Corazzini, patriota italiano († 1868)
- 1836 - Giuseppe Vaccaj, pittore e politico italiano († 1912)
- 1837 - Agostino Pieri, fantino italiano († 1879)
- 1838 - Ante Šupuk, imprenditore e politico croato († 1904)
- 1840 - Taddeo Grandi, patriota e scrittore italiano († 1909)
- 1841 - Maria Alinda Bonacci Brunamonti, poetessa italiana († 1903)
- 1842 - Eugenio Oliveri, politico italiano († 1925)
- 1843 - Carlo Fiorilli, politico italiano († 1937)
- 1843 - William Pepper, medico statunitense († 1898)
- 1843 - Maria Anna Ferdinanda di Braganza, portoghese († 1884)
- 1845 - Gustavo Bianchi, esploratore italiano († 1884)
- 1845 - William Healey Dall, naturalista e paleontologo statunitense († 1927)
- 1845 - Andreas Frühwirth, cardinale e arcivescovo cattolico austriaco († 1933)
- 1846 - Henry Lascelles, V conte di Harewood, ufficiale britannico († 1929)
- 1847 - Egisto Lancerotto, pittore italiano († 1916)
- 1847 - Francesco Piria, imprenditore, giornalista e politico uruguaiano († 1933)
- 1848 - Giuseppe Dell'Orefice, compositore e direttore d'orchestra italiano († 1889)
- 1848 - Paul-Pierre Henry, ottico e astronomo francese († 1905)
- 1850 - Francesco Marani, politico italiano († 1934)
- 1850 - Jean de Neuflize, banchiere e cavaliere francese († 1928)
- 1851 - Filippo Cavallini, avvocato, politico e imprenditore italiano († 1932)
- 1852 - Settimio Cipolla, scrittore italiano
- 1852 - Günther di Schwarzburg, principe († 1925)
- 1852 - Benedetto Junck, compositore italiano († 1903)
- 1853 - Teodoro Valfrè di Bonzo, cardinale e arcivescovo cattolico italiano († 1922)
- 1853 - Henry Wellcome, farmacista e imprenditore statunitense († 1936)
- 1856 - Bice Piacentini, poetessa italiana († 1942)
- 1858 - Rodolfo d'Asburgo-Lorena, austriaco († 1889)
- 1858 - Vincenzo Cuomo, medico e climatologo italiano († 1935)
- 1859 - Westmoreland Davis, politico statunitense († 1942)
- 1862 - Burr McIntosh, attore, scrittore e fotografo statunitense († 1942)
- 1862 - Emilio Salgari, scrittore italiano († 1911)
- 1863 - Jules Destrée, politico, avvocato e scrittore belga († 1936)
- 1863 - Joseph Hürbin, storico e insegnante svizzero († 1912)
- 1863 - Juan Sinforiano Bogarín, arcivescovo cattolico paraguaiano († 1949)
- 1866 - Francesco Salvatore d'Asburgo-Lorena, nobile († 1939)
- 1867 - Wilbur Higby, attore statunitense († 1934)
- 1867 - Luigi Lombardi, politico e ingegnere italiano († 1958)
- 1868 - Alessandro Da Lisca, ingegnere italiano († 1947)
- 1870 - Julius Szilassy von Szilas und Pilis, diplomatico e nobile ungherese († 1935)
- 1871 - Angelica Pandolfini, soprano italiano († 1959)
- 1872 - Aubrey Beardsley, illustratore, scrittore e pittore inglese († 1898)
- 1872 - Piero Martinetti, filosofo e storico della filosofia italiano († 1943)
- 1873 - Harry T. Morey, attore e regista statunitense († 1936)
- 1874 - Giorgi K'vinit'adze, generale georgiano († 1970)
- 1874 - Edmund Mortimer, attore e regista statunitense († 1944)
- 1874 - Ugolino della Gherardesca, imprenditore e politico italiano († 1957)
- 1876 - Giuseppe Cecchetto, pittore e architetto italiano († 1951)
- 1876 - Constantin von Economo, neuroscienziato austriaco († 1931)
- 1878 - Jamie McLoughlin, canottiere statunitense († 1962)
- 1879 - Andrej Vasil'evič Martynov, paleontologo e entomologo russo († 1938)
- 1880 - Renato Macarini Carmignani, avvocato, scrittore e politico italiano († 1958)
- 1881 - Giulio Ulisse Arata, architetto italiano († 1962)
- 1881 - Umberto Carpi De Resmini, medico e patologo italiano († 1970)
- 1881 - Aubert Frère, generale francese († 1944)
- 1881 - Maria Antonina Kratochwil, religiosa polacca († 1942)
- 1882 - Georges Albert, calciatore francese († 1963)
- 1882 - Franz Kruckenberg, ingegnere tedesco († 1965)
- 1883 - Evangelina Alciati, pittrice italiana († 1959)
- 1883 - Guido Pedroni, calciatore italiano († 1964)
- 1883 - Giuseppe Savini, violinista italiano († 1950)
- 1884 - Chandler Egan, golfista e architetto statunitense († 1936)
- 1884 - Guy Hedlund, attore statunitense († 1964)
- 1884 - Nini e Carry Hess, fotografa tedesca († 1943)
- 1884 - Bohumil Kubišta, pittore e critico d'arte ceco († 1918)
- 1884 - Dante Lorenzelli, generale italiano († 1954)
- 1884 - Decimo Passani, scultore italiano († 1952)
- 1885 - Hans Dreier, scenografo tedesco († 1966)
- 1885 - Émile Mireaux, politico, economista e politologo francese († 1969)
- 1885 - Nion Tucker, bobbista statunitense († 1950)
- 1885 - Gerald Wellesley, VII duca di Wellington, nobile, militare e diplomatico inglese († 1972)
- 1886 - John Manners, IX duca di Rutland, nobile inglese († 1940)
- 1887 - James Paul Moody, marinaio britannico († 1912)
- 1887 - Carmel Snow, giornalista irlandese († 1961)
- 1888 - Ernesto Fígoli, allenatore di calcio e calciatore uruguaiano († 1981)
- 1888 - Evelyn Parnell, soprano statunitense († 1939)
- 1888 - Charles Ambrose Storey, arabista e iranista britannico († 1968)
- 1889 - Gaetano Barbareschi, sindacalista e politico italiano († 1963)
- 1889 - Theodor Breher, vescovo cattolico e missionario tedesco († 1950)
- 1889 - Henry Lewis, insegnante e linguista britannico († 1968)
- 1889 - Silvino Maffiotti, calciatore italiano († 1961)
- 1889 - Richard O'Connor, generale britannico († 1981)
- 1889 - Forrest Stanley, attore e sceneggiatore statunitense († 1969)
- 1890 - Wilhelmus Bekkers, tiratore di fune olandese († 1957)
- 1890 - Max Eschle, illustratore tedesco († 1979)
- 1890 - Emil Liston, giocatore di baseball, allenatore di baseball e allenatore di pallacanestro statunitense († 1949)
- 1890 - Giacomo Piola, politico italiano († 1963)
- 1891 - Emiliano Mercado del Toro, supercentenario e militare portoricano († 2007)
- 1891 - Rinaldo Roggero, calciatore italiano († 1966)
- 1892 - Charles Vanel, attore francese († 1989)
- 1893 - Asbjørn Aamodt, calciatore norvegese († 1966)
- 1893 - Lili Boulanger, compositrice francese († 1918)
- 1893 - Thayaht, artista italiano († 1959)
- 1893 - Theresa Weld, pattinatrice artistica su ghiaccio e dirigente sportiva statunitense († 1978)
- 1894 - Olive Blakeney, attrice statunitense († 1959)
- 1894 - Christian Schad, pittore tedesco († 1982)
- 1895 - Carlo Canavari, storico, scrittore e incisore italiano († 1981)
- 1895 - Camillo Oblach, violoncellista italiano († 1954)
- 1895 - Blossom Rock, attrice statunitense († 1978)
- 1896 - Queena Mario, soprano statunitense († 1951)
- 1897 - Kōsaku Aruga, ammiraglio giapponese († 1945)
- 1897 - Carlo Del Prete, militare e aviatore italiano († 1928)
- 1897 - Constance McLaughlin Green, storica statunitense († 1975)
- 1897 - Péter Pan, militare austro-ungarico († 1918)
- 1898 - John Rittmeister, neurologo e psicoanalista tedesco († 1943)
- 1899 - Erich von Waldburg-Zeil, principe, imprenditore e editore tedesco († 1953)
- 1900 - Ernesto Forza, militare italiano († 1975)
- 1900 - Eileen Percy, attrice britannica († 1973)

## XX secolo(861)
- 1901 - Tullio Colsalvatico, scrittore italiano († 1980)
- 1901 - Albert S. Rogell, regista statunitense († 1988)
- 1901 - Harvey Stephens, attore statunitense († 1986)
- 1902 - Renato Fasano, compositore, pianista e direttore d'orchestra italiano († 1979)
- 1902 - Sergio Mochi Onory, medievista e storico italiano († 1953)
- 1902 - Leonor Sullivan, politica statunitense († 1988)
- 1903 - Giovanni Bellardi, calciatore italiano
- 1903 - William Fairhurst, scacchista e ingegnere britannico († 1982)
- 1904 - Count Basie, pianista e compositore statunitense († 1984)
- 1904 - Sergej Semënovič Birjuzov, generale sovietico († 1964)
- 1904 - Dante Filippi, dirigente sportivo, allenatore di calcio e calciatore italiano († 1995)
- 1904 - Léo Joannon, regista e sceneggiatore francese († 1969)
- 1905 - Alfredo Meschi, pittore italiano († 1981)
- 1906 - Charles Baehni, botanico svizzero († 1964)
- 1906 - Marcel Bleustein-Blanchet, pubblicitario francese († 1996)
- 1906 - Friz Freleng, regista e produttore cinematografico statunitense († 1995)
- 1906 - Leonid Michajlovič Poljakov, architetto sovietico († 1965)
- 1906 - André Roch, alpinista e scrittore svizzero († 2002)
- 1906 - Antonio Roi, nobile e mecenate italiano († 1960)
- 1907 - Gian Giacomo Dalmasso, fumettista, umorista e militare italiano († 1981)
- 1907 - Kathie Fischer, attrice statunitense († 1988)
- 1907 - Walter Frentz, fotografo e produttore cinematografico tedesco († 2004)
- 1907 - Dino Milella, direttore d'orchestra e compositore italiano († 2002)
- 1907 - John George Trump, ingegnere e fisico statunitense († 1985)
- 1907 - Farpi Vignoli, scultore italiano († 1997)
- 1907 - Hans Welker, calciatore tedesco († 1968)
- 1907 - Hy Zaret, compositore e paroliere statunitense († 2007)
- 1908 - Guillermo Arellano, calciatore cileno († 1999)
- 1908 - Enzo Capalozza, avvocato, politico e costituzionalista italiano († 1994)
- 1908 - David Farrar, attore britannico († 1995)
- 1908 - Mary Margaret Kaye, scrittrice inglese († 2004)
- 1908 - Rudolf Rominger, sciatore alpino svizzero († 1979)
- 1908 - Tom Tully, attore statunitense († 1982)
- 1909 - Nikolaj Nikolaevič Bogoljubov, fisico e matematico sovietico († 1992)
- 1909 - Ethel Caterham, supercentenaria britannica
- 1909 - C. Douglas Dillon, ambasciatore e politico statunitense († 2003)
- 1909 - Jan Graafland, calciatore olandese
- 1909 - Theo Pinkus, pubblicista e editore svizzero († 1991)
- 1909 - Colman Von Keviczky, ufologo e militare ungherese († 1998)
- 1910 - Václav Bouška, calciatore cecoslovacco († 1975)
- 1910 - Jeanne Juilla, modella francese († 1996)
- 1910 - Gehnäll Persson, cavaliere svedese († 1976)
- 1911 - Gedeon Barcza, scacchista ungherese († 1986)
- 1911 - Anthony Boucher, scrittore statunitense († 1968)
- 1911 - Luigi Heilmann, glottologo italiano († 1988)
- 1911 - Ken Richardson, pilota automobilistico britannico († 1997)
- 1912 - Jacques Bergier, giornalista e scrittore francese († 1978)
- 1912 - Toe Blake, hockeista su ghiaccio e allenatore di hockey su ghiaccio canadese († 1995)
- 1912 - Paul Landres, regista e montatore statunitense († 2001)
- 1912 - Man Singh II, principe, politico e diplomatico indiano († 1970)
- 1912 - Aleksandr Ėmmanuilovič Nudel'man, ingegnere sovietico († 1996)
- 1913 - Fred Agabashian, pilota automobilistico statunitense († 1989)
- 1913 - François Devries, calciatore belga († 1972)
- 1913 - Robert Gordon, attore e regista statunitense († 1990)
- 1913 - Cornelius Johnson, altista statunitense († 1946)
- 1913 - Fritz Keller, calciatore francese († 1985)
- 1913 - Robert Krasker, direttore della fotografia australiano († 1981)
- 1913 - Edward Rizqallah, cestista egiziano
- 1913 - Werner Speckmann, compositore di scacchi tedesco († 2001)
- 1913 - Karl Storch, martellista tedesco († 1992)
- 1914 - Pinuccio Ardia, attore italiano († 1994)
- 1914 - Kurt Oleska, cestista tedesco († 1945)
- 1914 - Renato Ricamo, fisico italiano († 1994)
- 1914 - Luigi Candido Rosati, politico italiano († 2012)
- 1914 - Wilhelm Schneemelcher, teologo tedesco († 2003)
- 1914 - Kārlis Upenieks, calciatore lettone († 1945)
- 1915 - Joshua Hassan, politico britannico († 1997)
- 1915 - Raquel Rastenni, cantante danese († 1998)
- 1915 - Franz Stigler, aviatore tedesco († 2008)
- 1916 - Danilo De' Cocci, avvocato e politico italiano († 2006)
- 1916 - Geoffrey Keen, attore britannico († 2005)
- 1916 - Bill Lee, cantante statunitense († 1980)
- 1916 - Ingrid Vang Nyman, illustratrice danese († 1959)
- 1916 - Consuelo Velázquez, pianista e compositrice messicana († 2005)
- 1916 - Olivia Zúñiga, poetessa e scrittrice messicana († 1992)
- 1917 - Salvatore Cascino, marciatore italiano († 1990)
- 1917 - Esther Cooper Jackson, attivista statunitense († 2022)
- 1917 - Leonid Hurwicz, economista statunitense († 2008)
- 1918 - Anselmo Fernández, allenatore di calcio e architetto portoghese († 2000)
- 1918 - Bruria Kaufman, fisica e matematica statunitense († 2010)
- 1918 - Miriam Pirazzini, mezzosoprano italiano († 2016)
- 1919 - Marco Borrini, calciatore italiano († 1974)
- 1919 - Karl Lukas, attore statunitense († 1995)
- 1920 - Alfredo Balducci, drammaturgo italiano († 2011)
- 1920 - José Cerviño Cerviño, vescovo cattolico spagnolo († 2012)
- 1920 - Don Edward Fehrenbacher, storico statunitense († 1997)
- 1920 - Ugo Guerra, sceneggiatore e produttore cinematografico italiano († 1982)
- 1920 - Christopher Robin Milne, scrittore britannico († 1996)
- 1920 - Bruno Ziz, calciatore e allenatore di calcio italiano († 1981)
- 1921 - Camillo Achilli, dirigente sportivo, allenatore di calcio e calciatore italiano († 1998)
- 1921 - Claudio Apollonio, hockeista su ghiaccio e alpinista italiano († 2008)
- 1921 - Vincenzo Cozzani, marinaio e partigiano italiano († 1965)
- 1921 - Giorgio Alessandro di Meclemburgo, duca († 1996)
- 1921 - Raymond Gerhardt Hunthausen, arcivescovo cattolico statunitense († 2018)
- 1921 - Carla Lavatelli, scultrice italiana († 2006)
- 1921 - Giulio Nicoletta, partigiano e militare italiano († 2009)
- 1921 - John Osteen, pastore protestante statunitense († 1999)
- 1921 - Victor Szebehely, ingegnere ungherese († 1997)
- 1922 - Jacques Brosse, psicoanalista, scrittore e giornalista francese († 2008)
- 1922 - Mel Fisher, statunitense († 1998)
- 1923 - Andrea Marzani, calciatore italiano
- 1924 - Jules Ancion, hockeista su prato olandese († 2011)
- 1924 - Ronald Gillespie, chimico britannico († 2021)
- 1924 - Arthur Janov, psicologo statunitense († 2017)
- 1924 - Robert Körner, allenatore di calcio e calciatore austriaco († 1989)
- 1924 - Joe Pitman, sollevatore statunitense († 2018)
- 1924 - Gustave Poppe, cestista belga
- 1924 - Slavoljub Slava Ković, partigiano jugoslavo († 1942)
- 1924 - Jack Weston, attore statunitense († 1996)
- 1925 - Enrico Bagnoli, fumettista e illustratore italiano († 2012)
- 1925 - Toma Caragiu, attore rumeno († 1977)
- 1925 - Francesco Andrea Gallo, politico italiano († 2020)
- 1925 - Marina Jarre, scrittrice e drammaturga italiana († 2016)
- 1925 - Frank Mangiapane, cestista statunitense († 2005)
- 1925 - Salvator Angelo Spano, politico, giornalista e scrittore italiano († 2004)
- 1925 - Cesare Trebeschi, politico, avvocato e saggista italiano († 2020)
- 1926 - Peppino Aldrovandi, politico e operaio italiano
- 1926 - José Becerril, calciatore spagnolo († 1982)
- 1926 - Marian Jaworski, cardinale e arcivescovo cattolico polacco († 2020)
- 1926 - Carolyn Leigh, paroliera statunitense († 1983)
- 1926 - Gianni Milner, avvocato italiano († 2005)
- 1927 - Danilo Barozzi, ciclista su strada italiano († 2020)
- 1927 - Fina de Calderón, scrittrice, poetessa e compositrice spagnola († 2010)
- 1927 - Thomas S. Monson, predicatore e religioso statunitense († 2018)
- 1927 - Roger Pearson, antropologo, politico e editore britannico († 2023)
- 1927 - Kazimierz Romaniuk, vescovo cattolico e biblista polacco († 2025)
- 1927 - Tony Steedman, attore britannico († 2001)
- 1928 - Chris Brasher, siepista, orientista e giornalista britannico († 2003)
- 1928 - Arnaldo Di Giovanni, politico italiano († 2012)
- 1928 - Gunnar Dybwad, calciatore norvegese († 2012)
- 1928 - Addison Farmer, contrabbassista statunitense († 1963)
- 1928 - Art Farmer, trombettista statunitense († 1999)
- 1928 - Piero Giangaspro, artista, giornalista e critico d'arte italiano († 1999)
- 1928 - Franco Lantieri, attore italiano († 1991)
- 1928 - Henri Padou, nuotatore francese († 1999)
- 1928 - Mário Pinto de Andrade, politico, attivista e scrittore angolano († 1990)
- 1928 - Tino Sabbadini, ciclista su strada francese († 2002)
- 1928 - Gillian Sheen, schermitrice britannica († 2021)
- 1929 - Vija Artmane, attrice e politica sovietica († 2008)
- 1929 - Peter van Dijk, ballerino e coreografo tedesco († 1997)
- 1929 - Grant Golden, tennista statunitense († 2018)
- 1929 - Sergio Magni, ex calciatore italiano
- 1929 - Bruno Orsini, politico e medico italiano
- 1929 - Teresa Pellati, attrice italiana († 2010)
- 1929 - Massimo Sani, regista, sceneggiatore e giornalista italiano († 2018)
- 1929 - Marie Severin, disegnatrice statunitense († 2018)
- 1930 - Ennio Antonangeli, fotografo e editore italiano († 2013)
- 1930 - Jun Ashida, stilista e imprenditore giapponese († 2018)
- 1930 - Lucio Balestrieri, storico e economista italiano († 1987)
- 1930 - Piero Buscaroli, giornalista, critico musicale e scrittore italiano († 2016)
- 1930 - Gogliardo Fiaschi, anarchico e partigiano italiano († 2000)
- 1930 - Filippo Illuminato, partigiano italiano († 1943)
- 1930 - Margaret, contessa di Snowdon, principessa britannica († 2002)
- 1930 - Joseph McElroy, scrittore statunitense
- 1930 - Frank Perry, regista, produttore cinematografico e sceneggiatore statunitense († 1995)
- 1931 - Alberto Basso, musicologo italiano
- 1931 - Sante Begalli, calciatore italiano († 2008)
- 1931 - Bill Bolger, cestista statunitense († 2009)
- 1931 - Barry Foster, attore britannico († 2002)
- 1931 - McCoy Ingram, cestista statunitense († 1998)
- 1931 - Pete Retzlaff, giocatore di football americano statunitense († 2020)
- 1931 - Giovanni Romano, calciatore italiano († 2010)
- 1931 - Nobel Vega, attore e personaggio televisivo cubano († 2023)
- 1932 - George Abbey, ingegnere e aviatore statunitense († 2024)
- 1932 - Louis de Branges de Bourcia, matematico statunitense
- 1932 - Rena Garazioti, mezzosoprano greco († 2021)
- 1932 - Gavril Nagy, pallanuotista rumeno († 2014)
- 1932 - Giovanni Picco, architetto e politico italiano († 2014)
- 1932 - Kurt Stettler, calciatore svizzero († 2020)
- 1932 - Melvin Van Peebles, attore, sceneggiatore e regista statunitense († 2021)
- 1933 - Eneko Arieta, calciatore spagnolo († 2004)
- 1933 - Chedly Ayari, politico, economista e banchiere tunisino († 2021)
- 1933 - Janet Baker, mezzosoprano inglese
- 1933 - Doris Gontersweiler-Vetterli, nuotatrice svizzera
- 1933 - Ted Phillips, calciatore inglese († 2018)
- 1933 - John F. Wippel, presbitero statunitense († 2023)
- 1934 - Gennadij Ajgi, poeta russo († 2006)
- 1934 - Pasquale Cappuccio, avvocato e politico italiano († 1978)
- 1934 - Michel Darbellay, alpinista svizzero († 2014)
- 1934 - Izzet Günay, attore turco
- 1934 - John L. Hall, fisico statunitense
- 1934 - Paul-André Meyer, matematico francese († 2003)
- 1934 - Paride Milianti, ex sciatore alpino e allenatore di sci alpino italiano
- 1934 - Pietro Padula, politico e avvocato italiano († 2009)
- 1934 - Dick Tol, calciatore olandese († 1973)
- 1935 - Fernanda Contri, avvocata e politica italiana
- 1935 - Mart Crowley, drammaturgo, sceneggiatore e produttore televisivo statunitense († 2020)
- 1935 - Zoltán Dömötör, pallanuotista e nuotatore ungherese († 2019)
- 1935 - Bernhard Eckstein, ciclista su strada tedesco († 2017)
- 1935 - Massimo Corsale, saggista, sociologo e scrittore italiano
- 1935 - Ferdinando Montuschi, psicologo e pedagogista italiano
- 1935 - Vladimir Obuchov, allenatore di pallacanestro sovietico († 2020)
- 1935 - Christopher Severn, attore e produttore cinematografico statunitense
- 1935 - Gastone Tellini, ex calciatore italiano
- 1935 - Jørgen Ulrich, tennista danese († 2010)
- 1935 - Ahmad al-Ghashmi, generale e politico yemenita († 1978)
- 1936 - Wilt Chamberlain, cestista e allenatore di pallacanestro statunitense († 1999)
- 1936 - Frances Cuka, attrice britannica († 2020)
- 1936 - Charles Joisten, antropologo, etnologo e mitografo francese († 1981)
- 1936 - Edo Parpaglioni, giornalista e scrittore italiano († 2007)
- 1936 - François Pinault, imprenditore, collezionista d'arte e filantropo francese
- 1936 - Feliciano Rivilla, calciatore spagnolo († 2017)
- 1936 - Romano Rizzato, pittore e illustratore italiano († 2025)
- 1936 - Maria Teresa Vianello, attrice italiana
- 1936 - Luisa Isabel Álvarez de Toledo, nobildonna, scrittrice e storica spagnola († 2008)
- 1937 - Roberto Conforti, generale italiano († 2017)
- 1937 - Donald Dewar, politico scozzese († 2000)
- 1937 - Giancarlo Guardabassi, disc jockey, cantante e paroliere italiano († 2024)
- 1937 - Sergio Neri, pedagogista, insegnante e educatore italiano († 2000)
- 1937 - Gustavo Noboa, politico ecuadoriano († 2021)
- 1937 - Robert Stone, scrittore statunitense († 2015)
- 1938 - Nicolás Ardito Barletta Vallarino, politico e economista panamense
- 1938 - Steve Cowper, politico statunitense
- 1938 - Giorgio Lunghini, economista italiano († 2018)
- 1938 - Kenny Rogers, cantante, fotografo e attore statunitense († 2020)
- 1939 - James Burton, chitarrista statunitense
- 1939 - Don Backy, cantautore, attore e scrittore italiano
- 1939 - Djalma Dias, calciatore brasiliano († 1990)
- 1939 - Vagn Hedeager, calciatore danese († 2017)
- 1939 - Festus Mogae, politico botswano
- 1939 - Adriano Prosperi, storico italiano
- 1939 - Gianfranco Varini, architetto italiano († 2011)
- 1939 - Clarence Williams III, attore statunitense († 2021)
- 1940 - Elio Costa, ex magistrato e politico italiano
- 1940 - Jim Scott, ex calciatore scozzese
- 1940 - Endre Szemerédi, matematico ungherese
- 1941 - Walter Block, economista statunitense
- 1941 - Paolo Caviglia, politico italiano
- 1941 - Tom Coster, tastierista e compositore statunitense
- 1941 - Aurelio Crippa, politico e sindacalista italiano
- 1941 - Jackie DeShannon, cantautrice statunitense
- 1941 - Alberto Mario González, calciatore argentino († 2023)
- 1941 - Lothar Haack, ex calciatore tedesco orientale
- 1941 - Orestes Matacena, attore cubano
- 1941 - Bruno Monguzzi, designer e grafico svizzero
- 1941 - Enrico Maria Papes, cantautore e batterista italiano
- 1942 - Jack Burkett, allenatore di calcio e ex calciatore inglese
- 1942 - Maria Kaczyńska, economista e first lady polacca († 2010)
- 1942 - Frédéric Lansac, regista francese († 1986)
- 1942 - Giovanni Lucchi, archettaio italiano († 2012)
- 1942 - Elton McGriff, cestista statunitense († 2011)
- 1942 - Ernst Welteke, economista, banchiere e politico tedesco
- 1943 - Lino Capolicchio, attore, sceneggiatore e regista italiano († 2022)
- 1943 - Perry Christie, politico bahamense
- 1943 - Patrick Demarchelier, fotografo francese († 2022)
- 1943 - Giuseppe Liberto, presbitero, direttore di coro e compositore italiano
- 1943 - Lucius Shepard, scrittore e autore di fantascienza statunitense († 2014)
- 1943 - Hugh Wilson, sceneggiatore e regista statunitense († 2018)
- 1944 - Vincenzo Noto, scrittore, religioso e giornalista italiano († 2013)
- 1944 - Peter Weir, regista, sceneggiatore e produttore cinematografico australiano
- 1945 - Munir Fakhri Abd al-Nur, politico egiziano
- 1945 - Lev Osipovič Al'burt, scacchista sovietico
- 1945 - Kathy Fiscus, statunitense († 1949)
- 1945 - Willie Lanier, ex giocatore di football americano statunitense
- 1945 - Patty McCormack, attrice statunitense
- 1945 - Leli Micallef, ex calciatore maltese
- 1945 - Asparuh Nikodimov, allenatore di calcio e ex calciatore bulgaro
- 1945 - Basil Poledouris, compositore statunitense († 2006)
- 1945 - José Luis Uribezubia, ex ciclista su strada spagnolo
- 1946 - Zuzzurro, comico, cabarettista e attore italiano († 2013)
- 1946 - Guy Coëme, politico belga
- 1946 - Sándor Erdős, ex schermidore ungherese
- 1946 - Norio Yoshimizu, ex calciatore giapponese
- 1947 - Ben Shneiderman, informatico statunitense
- 1947 - Liam Stephen Cary, vescovo cattolico statunitense
- 1947 - Margaret Chan, medico e funzionario cinese
- 1947 - Colin Curran, ex calciatore australiano
- 1947 - Marián Lapšanský, pianista slovacco
- 1947 - Mary Simon, diplomatica, politica e conduttrice televisiva canadese
- 1947 - Gunnar Meland, ex giocatore di curling norvegese
- 1947 - Frédéric Mitterrand, regista e sceneggiatore francese († 2024)
- 1947 - Udo Poser, ex nuotatore tedesco orientale
- 1948 - Lindy Hemming, costumista britannica
- 1948 - Linda Hill-MacDonald, allenatrice di pallacanestro statunitense
- 1948 - Pierre Koffmann, cuoco francese
- 1948 - Jerzy Opara, ex canoista polacco
- 1948 - Fausto Pajar, giornalista e scrittore italiano († 2024)
- 1948 - Massimo Piloni, allenatore di calcio e ex calciatore italiano
- 1948 - Dorothea Steiner, politica, insegnante e sindacalista tedesca
- 1948 - Eliud Williams, politico dominicense
- 1949 - Silvana Aliotta, cantante italiana
- 1949 - Mariella Bocciardo, politica italiana
- 1949 - Loretta Devine, attrice statunitense
- 1949 - Keetie van Oosten-Hage, ex ciclista su strada e pistard olandese
- 1949 - Francisco Las Heras Risso, ex calciatore cileno
- 1949 - Gianni Nanfa, attore e cabarettista italiano
- 1949 - John Ekemenzie Okoro, vescovo vetero-cattolico nigeriano
- 1949 - Alberto Rodríguez Saá, politico argentino
- 1949 - Barbara Scaramucci, giornalista e archivista italiana
- 1949 - Daniel Sivan, linguista israeliano
- 1949 - Walt Szczerbiak, ex cestista statunitense
- 1949 - Norbert Thimm, ex cestista tedesco
- 1949 - Leonardo Treviglio, attore e poeta italiano
- 1950 - Carlos Miguel Aysa González, politico, diplomatico e avvocato messicano
- 1950 - Arthur Herman Bremer, criminale statunitense
- 1950 - Aldo Cerantola, dirigente sportivo italiano
- 1950 - Patrick Juvet, cantante, compositore e modello svizzero († 2021)
- 1951 - Bernhard Germeshausen, bobbista tedesco († 2022)
- 1951 - Keith Hart, ex wrestler canadese
- 1951 - Glenn Hughes, bassista e cantante britannico
- 1951 - Karekin II, arcivescovo cristiano orientale armeno
- 1951 - Albert Krebs, ex calciatore tedesco orientale
- 1951 - Luigi Muraro, allenatore di calcio e ex calciatore italiano
- 1951 - Randy Thom, doppiatore statunitense
- 1951 - Arduino Tiraboschi, ex biatleta italiano
- 1952 - Jiří Paroubek, politico ceco
- 1952 - Barry Smith, allenatore di hockey su ghiaccio e dirigente sportivo statunitense
- 1952 - Joe Strummer, cantautore, chitarrista e attore britannico († 2002)
- 1952 - Nabatingue Toko, ex calciatore ciadiano
- 1952 - Richie Zito, chitarrista e produttore discografico statunitense
- 1953 - Cary Adgate, ex sciatore alpino statunitense
- 1953 - Jesús Cordovez, allenatore di pallacanestro venezuelano
- 1953 - Gérard Janvion, allenatore di calcio e ex calciatore francese
- 1953 - Edgar Moreira da Cunha, vescovo cattolico brasiliano
- 1953 - Massimo Palanca, ex calciatore italiano
- 1953 - Marco Sciaccaluga, regista teatrale, attore e pedagogo italiano († 2021)
- 1953 - Dominique Sénéquier, imprenditrice francese
- 1953 - Ivan Stang, scrittore, conduttore radiofonico e regista cinematografico statunitense
- 1954 - Angelica Aposteanu, ex canottiera rumena
- 1954 - Humbert Balsan, produttore cinematografico e attore francese († 2005)
- 1954 - Jeff Blynn, attore e ex modello statunitense
- 1954 - Archie Griffin, ex giocatore di football americano statunitense
- 1954 - Fabio Jephcott, regista italiano
- 1954 - Vittorio Marini, ex calciatore italiano
- 1954 - Didier Six, allenatore di calcio e ex calciatore francese
- 1954 - Steve Smith, batterista statunitense
- 1955 - Jane Bidstrup, giocatrice di curling danese
- 1955 - Gordana Gadžić, attrice serba
- 1955 - Ángel Guevara, arbitro di calcio ecuadoriano († 2011)
- 1955 - Anne Louise Lambert, attrice australiana
- 1955 - Gian Battista Maffi, presbitero e missionario italiano († 2010)
- 1955 - Sergej Sel'janov, regista sovietico
- 1955 - Shaun Tomson, surfista sudafricano
- 1955 - Benoît-Dominique de La Soujeole, presbitero e teologo francese
- 1956 - Kim Cattrall, attrice britannica
- 1956 - Wei Sun Christianson, imprenditrice e avvocato cinese
- 1956 - Vadão, allenatore di calcio brasiliano († 2020)
- 1956 - Bruce Harper, ex giocatore di football americano statunitense
- 1956 - Karin Metze, ex canottiera tedesca
- 1956 - Laura Morante, attrice e regista italiana
- 1956 - Pietro Morici, carabiniere italiano († 1983)
- 1956 - Mickey Shuler, ex giocatore di football americano statunitense
- 1956 - Jon Tester, politico e agricoltore statunitense
- 1956 - Maurizio Tomassi, cestista e allenatore di pallacanestro italiano († 2023)
- 1956 - Giuseppina Torregrossa, scrittrice italiana
- 1957 - Budgie, batterista e percussionista britannico
- 1957 - Bartolomeo Di Michele, ex calciatore italiano
- 1957 - John Howe, illustratore canadese
- 1957 - Mario Tenorio, ex calciatore ecuadoriano
- 1957 - Tignous, fumettista francese († 2015)
- 1957 - Bernard Zénier, ex calciatore francese
- 1958 - Michael Burns, produttore cinematografico statunitense
- 1958 - Gloria Gómez, ex cestista colombiana
- 1958 - Bryn Gunn, ex calciatore inglese
- 1958 - Gary Hogeboom, ex giocatore di football americano statunitense
- 1958 - Antonino Imborgia, dirigente sportivo e ex calciatore italiano
- 1958 - Petr Rada, ex calciatore e allenatore di calcio ceco
- 1958 - Ambrogio Santambrogio, sociologo italiano
- 1959 - Akino Arai, cantante giapponese
- 1959 - Liza Araneta Marcos, avvocata filippina
- 1959 - Susanna Beltrami, coreografa italiana
- 1959 - Margaret Gardiner, modella sudafricana
- 1959 - Marco Gentile, pilota motociclistico svizzero († 1989)
- 1959 - Ho Bong-chol, ex sollevatore nordcoreano
- 1959 - Anne Hobbs, ex tennista britannica
- 1959 - Jiří Lála, ex hockeista su ghiaccio cecoslovacco
- 1959 - Jim McMahon, ex giocatore di football americano statunitense
- 1959 - Catherine Mouchet, attrice francese
- 1959 - Regina Sackl, ex sciatrice alpina austriaca
- 1959 - Bud Schultz, ex tennista statunitense
- 1959 - Marijan Zovko, allenatore di calcio e ex calciatore jugoslavo
- 1960 - Bob Chapek, imprenditore statunitense
- 1960 - Ángel Fernández Artime, cardinale e arcivescovo cattolico spagnolo
- 1960 - Tom Kennedy, bassista statunitense
- 1960 - Tom Schou Henrichsen, ex calciatore norvegese
- 1960 - Miguel Vale de Almeida, antropologo e docente portoghese
- 1961 - Fabio Albinelli, ex calciatore italiano
- 1961 - Mitchell Anderson, attore statunitense
- 1961 - Sharon Angela, attrice, sceneggiatrice e regista statunitense
- 1961 - Roberto Balzani, storico e politico italiano
- 1961 - Viktor Batyrev, matematico russo
- 1961 - Eric Darnell, regista, sceneggiatore e compositore statunitense
- 1961 - Lance Deal, ex martellista statunitense
- 1961 - Alberto Gimignani, attore e attivista italiano
- 1961 - Stephen Hillenburg, disegnatore e biologo statunitense († 2018)
- 1961 - Kimberley Santos, modella statunitense
- 1961 - Maria Saponara, politica italiana
- 1961 - Gottlieb Taschler, biatleta e dirigente sportivo italiano
- 1961 - Nebojša Zorkić, ex cestista jugoslavo
- 1961 - Luis Marín de San Martín, vescovo cattolico spagnolo
- 1961 - Igor Çudinov, politico kirghiso
- 1962 - Dominique Abel, regista e scrittrice francese
- 1962 - Nick Becattini, cantante, musicista e chitarrista italiano († 2024)
- 1962 - Scott Bessent, imprenditore statunitense
- 1962 - Cleo King, attrice e cantante statunitense
- 1962 - Jon Korfas, ex cestista e allenatore di pallacanestro statunitense
- 1962 - Tsutomu Miyazaki, serial killer giapponese († 2008)
- 1962 - David Morales, disc jockey e produttore discografico statunitense
- 1962 - Lucia Pagano, dirigente pubblica italiana
- 1962 - Gilberto Santa Rosa, cantante portoricano
- 1962 - Jeff Stryker, ex attore pornografico statunitense
- 1963 - Abdullah Al-Rashidi, tiratore a volo kuwaitiano
- 1963 - Richmond Arquette, attore statunitense
- 1963 - Masayoshi Manabe, allenatore di pallavolo, dirigente sportivo e ex pallavolista giapponese
- 1963 - Phelim McDermott, attore e regista inglese
- 1963 - Muhammad VI del Marocco, re marocchino
- 1963 - Nigel Pearson, allenatore di calcio e ex calciatore inglese
- 1963 - Camillo Piazza, politico italiano
- 1964 - Ligia Amadio, direttrice d'orchestra brasiliana
- 1964 - Martin Drainville, attore, comico e doppiatore canadese
- 1964 - Susan Eisenberg, doppiatrice e attrice statunitense
- 1964 - Eytan Fox, regista israeliano
- 1964 - Esteban González Pons, politico spagnolo
- 1964 - Mario Longo, ex velocista italiano
- 1964 - Mike McCabe, ex calciatore irlandese
- 1964 - Samir Mehnaoui, ex cestista algerino
- 1964 - Giovanni Nuti, musicista e cantautore italiano
- 1964 - Jorge Rossy, batterista, vibrafonista e pianista spagnolo
- 1965 - Roberto Biffi, allenatore di calcio e ex calciatore italiano
- 1965 - Martín Farfán, ex ciclista su strada colombiano
- 1965 - Tuija Harvio, ex cestista finlandese
- 1965 - Mike Howe, cantante statunitense († 2021)
- 1965 - John Ioannidis, medico e epidemiologo greco
- 1965 - Pavel Telička, politico ceco
- 1966 - Martin Ballesteros, fantino argentino
- 1966 - Marco Ferrari, allenatore di calcio e ex calciatore italiano
- 1966 - Daniela Grande, ex cestista italiana
- 1966 - Antonello Silverini, illustratore italiano
- 1966 - Daniel Steiger, ex ciclista su strada svizzero
- 1966 - Henrica Wender, ex cestista olandese
- 1967 - A Dijiang, ex cestista e allenatore di pallacanestro cinese
- 1967 - Giorgia Brenzan, ex calciatrice e allenatore di calcio italiana
- 1967 - Andrea Bucciol, allenatore di calcio a 5 italiano
- 1967 - Charb, fumettista, disegnatore e giornalista francese († 2015)
- 1967 - Bart De Roover, allenatore di calcio e ex calciatore belga
- 1967 - Vittorio Fravezzi, politico italiano
- 1967 - Marek Jóźwiak, ex calciatore polacco
- 1967 - Carrie-Anne Moss, attrice canadese
- 1967 - Cristóbal Parralo, allenatore di calcio e ex calciatore spagnolo
- 1967 - John Rodrigues, arcivescovo cattolico indiano
- 1967 - Toni Rüttimann, progettista svizzero
- 1967 - Serj Tankian, cantautore, polistrumentista e produttore discografico statunitense
- 1968 - Kwame Alexander, scrittore statunitense
- 1968 - Jan Bang, musicista e produttore discografico norvegese
- 1968 - Antonio Benarrivo, ex calciatore italiano
- 1968 - Dina Carroll, cantante britannica
- 1968 - Jill Cooper, conduttrice televisiva, personaggio televisivo e opinionista statunitense
- 1968 - Cory Edwards, regista, scrittore e cabarettista statunitense
- 1968 - Oliver Herkelmann, ex cestista tedesco
- 1968 - Lene Siel, cantante danese
- 1969 - Nathan Jones, attore e powerlifter australiano
- 1969 - Alassane Bala Sakandé, politico e economista burkinabè
- 1969 - Abel Silva, allenatore di calcio e ex calciatore portoghese
- 1970 - Jila Baniyaghoob, giornalista iraniana
- 1970 - John Carmack, programmatore e autore di videogiochi statunitense
- 1970 - Carmo Dalla Vecchia, attore, modello e fotografo brasiliano
- 1970 - Eric Daman, costumista statunitense
- 1970 - Erik Dekker, ex ciclista su strada e dirigente sportivo olandese
- 1970 - Steve Everitt, ex giocatore di football americano statunitense
- 1970 - Jorge Giménez, ex giocatore di calcio a 5 paraguaiano
- 1970 - Maria Heiskanen, attrice finlandese
- 1970 - David Hopkin, allenatore di calcio e ex calciatore scozzese
- 1970 - Marc Evan Jackson, attore, doppiatore e comico statunitense
- 1970 - Adonis Jordan, ex cestista statunitense
- 1970 - Lisi Leututu, ex calciatore samoano americano
- 1970 - Nanaia Mahuta, politica e antropologa neozelandese
- 1970 - Germain Mendomé, calciatore gabonese († 2013)
- 1970 - Giacinto Palmarini, attore teatrale italiano
- 1970 - Marco Pietroniro, ex hockeista su ghiaccio canadese
- 1970 - Murilo Rosa, attore, conduttore televisivo e ex taekwondoka brasiliano
- 1970 - Dario Simoni, allenatore di pallavolo italiano
- 1970 - Reggie Smith, ex cestista statunitense
- 1970 - Paolo Vidoz, ex pugile italiano
- 1970 - Cathy Weseluck, doppiatrice canadese
- 1971 - Megan Abbott, scrittrice statunitense
- 1971 - Mamadou Diallo, ex calciatore senegalese
- 1971 - Liam Howlett, disc jockey e musicista britannico
- 1971 - Jan Hempel, ex tuffatore tedesco
- 1971 - Ivan Matteoni, ex calciatore sammarinese
- 1971 - Daniele Moretti, dirigente sportivo, allenatore di calcio e ex calciatore italiano
- 1971 - Roberta Pedranzini, scialpinista italiana
- 1971 - Lou Pote, ex giocatore di baseball statunitense
- 1971 - Jairo Ramos, ex giocatore di baseball e allenatore di baseball venezuelano
- 1972 - Ali Hassan Al-Yami, ex calciatore saudita
- 1972 - Alberto Barachini, giornalista e politico italiano
- 1972 - Roméo Calenda, ex calciatore francese
- 1972 - Simone Crolla, politico italiano
- 1972 - Rita Deli, pallamanista ungherese
- 1972 - Ronnie Ekelund, ex calciatore danese
- 1972 - Djóni Joensen, ex calciatore faroese
- 1972 - Nino Katamadze, cantante georgiana
- 1972 - Luciano de Souza, allenatore di calcio e ex calciatore brasiliano
- 1972 - Ramiz Mamedov, ex calciatore russo
- 1972 - Stefano Moriggi, storico e filosofo italiano
- 1972 - Jiří Plíšek, allenatore di calcio e ex calciatore ceco
- 1972 - Erik Schlopy, ex sciatore alpino statunitense
- 1972 - Dwayne Whitfield, ex cestista statunitense
- 1973 - Salem Al-Alawi, ex calciatore saudita
- 1973 - Sergey Brin, imprenditore russo
- 1973 - Salvador Cabrera, ex calciatore messicano
- 1973 - Eugène Dadi, ex calciatore ivoriano
- 1973 - Thomas Hickersberger, allenatore di calcio e ex calciatore austriaco
- 1973 - Jiang Xu, ex cestista cinese
- 1973 - Robert Malm, ex calciatore togolese
- 1973 - Steve McKenna, allenatore di hockey su ghiaccio, dirigente sportivo e ex hockeista su ghiaccio canadese
- 1973 - Heather Moody, ex pallanuotista statunitense
- 1973 - Simona Muzzioli, ex ciclista su strada italiana
- 1973 - Ramaz Paliani, pugile georgiano
- 1973 - Emerson Pereira da Silva, ex calciatore brasiliano
- 1973 - Hamilton Thorp, ex calciatore australiano
- 1973 - Nikolaj Valuev, ex pugile russo
- 1974 - Pavel Bugalo, ex calciatore uzbeko
- 1974 - David Camilleri, ex calciatore maltese
- 1974 - Darren Caskey, ex calciatore inglese
- 1974 - Amy Fisher, scrittrice, giornalista e ex attrice pornografica statunitense
- 1974 - Mascia Foschi, cantante e attrice italiana
- 1974 - Pietra Gay, ex cestista trinidadiana
- 1974 - Maria Cristina Giai Pron, ex canoista italiana
- 1974 - Leonardo Magarelli, ex giocatore di calcio a 5 argentino
- 1974 - Rocco Normanno, pittore italiano
- 1974 - Johnny Reid, cantante canadese
- 1974 - Scott Robertson, allenatore di rugby a 15 neozelandese
- 1974 - Chrīstos Serelīs, allenatore di pallacanestro greco
- 1974 - Judith Vanistendael, fumettista e illustratrice belga
- 1974 - Igor' Čerevčenko, allenatore di calcio e ex calciatore tagiko
- 1975 - Coumba Cissé, ex cestista senegalese
- 1975 - Caroline Gennez, politica belga
- 1975 - Dario Gjergja, allenatore di pallacanestro croato
- 1975 - Martina Kniezková, atleta paralimpica ceca († 2015)
- 1975 - Akili Smith, ex giocatore di football americano statunitense
- 1975 - Marijo Strahonja, arbitro di calcio croato
- 1975 - Craig Waibel, ex calciatore statunitense
- 1975 - Alicia Witt, attrice, cantante e pianista statunitense
- 1975 - Viktorija Zaborova, pentatleta russa
- 1975 - Marco Mario de Notaris, attore italiano
- 1976 - Jeff Cunningham, ex calciatore giamaicano
- 1976 - Emre Elivar, pianista turco
- 1976 - Liezel Huber, ex tennista sudafricana
- 1976 - Gillian O'Sullivan, ex marciatrice irlandese
- 1976 - Nathan Twaddle, canottiere neozelandese
- 1976 - Nikos Vertis, cantante e compositore greco
- 1976 - Slavi Žekov, ex calciatore bulgaro
- 1977 - Giuseppe Milazzo, politico italiano
- 1977 - Veljko Paunović, allenatore di calcio e ex calciatore serbo
- 1977 - Marc Pichon, schermidore belga
- 1977 - Jean-Yves Robin, ex schermidore francese
- 1977 - Rossana Spinato, pallavolista italiana
- 1978 - Mikael Andersson, ex calciatore svedese
- 1978 - Jesús España, mezzofondista e maratoneta spagnolo
- 1978 - Christiane Filangieri, attrice e ex modella italiana
- 1978 - Chiara Gazzoli, ex calciatrice e ex giocatrice di calcio a 5 italiana
- 1978 - Kanika Kapoor, cantante indiana
- 1978 - Grégory Koenig, schermidore francese
- 1978 - Alan Desmond Lee, ex calciatore irlandese
- 1978 - Jason Marquis, giocatore di baseball statunitense
- 1978 - Roberto Mirri, allenatore di calcio e ex calciatore italiano
- 1978 - Ai Mitani, ex cestista giapponese
- 1978 - Stefano Poletti, regista e musicista italiano
- 1978 - Bhumika Chawla, attrice indiana
- 1978 - Pietro Sportillo, allenatore di calcio e ex calciatore italiano
- 1978 - Dejene Yirdaw, ex maratoneta etiope
- 1979 - Florian Bruns, allenatore di calcio e ex calciatore tedesco
- 1979 - Alfredo Challenger, ex calciatore britannico
- 1979 - Joel Griffiths, ex calciatore australiano
- 1979 - Brian Jagde, tenore statunitense
- 1979 - Kevin Janssens, attore belga
- 1979 - Kelis, cantante e rapper statunitense
- 1979 - Toafik Salhi, ex calciatore tunisino
- 1979 - Jaynetta Saunders, ex cestista statunitense
- 1980 - Sarah Blake, attrice pornografica statunitense
- 1980 - John Brotherton, attore statunitense
- 1980 - Alejandro Gavatorta, ex calciatore argentino
- 1980 - Jon Lajoie, comico, attore e cantante canadese
- 1980 - Ken Scuderi, ex hockeista su ghiaccio statunitense
- 1980 - Jasmin Wöhr, ex tennista tedesca
- 1981 - Valentina Bartolo, attrice italiana
- 1981 - Alessandro Beltrami, allenatore di pallavolo italiano
- 1981 - Collie Buddz, cantante statunitense
- 1981 - Fabio Ceresa, regista teatrale e librettista italiano
- 1981 - Joe Gebbia, imprenditore e designer statunitense
- 1981 - Ryan Griffiths, calciatore australiano
- 1981 - Orel Grinfeld, arbitro di calcio israeliano
- 1981 - David Guest, ex hockeista su prato australiano
- 1981 - Jiao Zhe, ex calciatore cinese
- 1981 - George Midenyo, ex calciatore keniota
- 1981 - Toni Moral, ex calciatore spagnolo
- 1981 - Joe Murphy, calciatore irlandese
- 1981 - Christian Münzner, chitarrista tedesco
- 1981 - Benjamín Ruíz, ex calciatore cileno
- 1981 - Salih Sadir, calciatore iracheno
- 1981 - Gustavo Savoia, ex calciatore argentino
- 1981 - Trent Seven, wrestler inglese
- 1981 - Silvio Spann, calciatore trinidadiano
- 1981 - Ross Thomas, attore e regista statunitense
- 1981 - Cameron e Tyler Winklevoss, imprenditore e canottiere statunitense
- 1981 - EL Seed, artista tunisino
- 1982 - Kim Andersson, pallamanista svedese
- 1982 - Jorge De Olivera, ex calciatore argentino
- 1982 - Denni Rocha dos Santos, ex calciatore brasiliano
- 1982 - Oliver Kirch, ex calciatore tedesco
- 1982 - Roy Myrie, ex calciatore costaricano
- 1982 - Marc Pujol, calciatore andorrano
- 1982 - Corinne Rey, fumettista francese
- 1982 - Clyde Simms, ex calciatore statunitense
- 1982 - Rekha Thapa, attrice, modella e produttrice cinematografica nepalese
- 1982 - Francisco Vallejo Pons, scacchista spagnolo
- 1983 - Matteo Abbate, allenatore di calcio e ex calciatore italiano
- 1983 - Marius Bizău, attore italiano
- 1983 - Antonio Giosa, allenatore di calcio e ex calciatore italiano
- 1983 - Njegoš Goločevac, ex calciatore serbo
- 1983 - Brody Jenner, modello e personaggio televisivo statunitense
- 1983 - Scott McDonald, allenatore di calcio e ex calciatore australiano
- 1983 - Vincent Mouillard, ex cestista francese
- 1983 - Franco Narcisi, ex hockeista su ghiaccio canadese
- 1983 - Juan Álvez, calciatore uruguaiano
- 1984 - Elvin Əliyev, ex calciatore azero
- 1984 - Alizée, cantante francese
- 1984 - Giovanni De Carolis, ex pugile italiano
- 1984 - Erik, wrestler statunitense
- 1984 - Roberto Guizasola, ex calciatore peruviano
- 1984 - Gwak Ju-yeong, ex cestista sudcoreana
- 1984 - Asami Kanai, attrice e pianista giapponese
- 1984 - Conor Kenna, calciatore irlandese
- 1984 - Boubacar Koné, ex calciatore maliano
- 1984 - Claudio Lagomarsini, filologo e saggista italiano
- 1984 - David Mair, slittinista italiano
- 1984 - Alexander Romanovsky, pianista ucraino
- 1984 - Eve Torres, attrice, modella e ex wrestler statunitense
- 1984 - Ivan Vukadinović, ex calciatore serbo
- 1984 - Martin Vunk, calciatore estone
- 1984 - Robin de Jesús, attore statunitense
- 1985 - Nicolás Almagro, ex tennista spagnolo
- 1985 - Boladé Apithy, schermidore francese
- 1985 - Shonn Greene, ex giocatore di football americano statunitense
- 1985 - Laura Haddock, attrice britannica
- 1985 - Timur Kačarava, attivista russo († 2005)
- 1985 - Aleksandra Kirjašova, ex astista russa
- 1985 - Andrew Ornoch, ex calciatore canadese
- 1985 - Francesca Quondamcarlo, schermitrice italiana
- 1985 - Salaheddine Sbaï, ex calciatore marocchino
- 1985 - Albrecht Schuch, attore tedesco
- 1985 - Svetlana Čeremšanova, ex sollevatrice russa
- 1986 - Romano Battisti, canottiere italiano
- 1986 - Usain Bolt, ex velocista giamaicano
- 1986 - Wout Brama, ex calciatore olandese
- 1986 - Facundo Castillón, ex calciatore argentino
- 1986 - Andreas Lienhart, ex calciatore austriaco
- 1986 - Kelly Marot, attrice e doppiatrice francese
- 1986 - Vidar Nisja, ex calciatore norvegese
- 1986 - Ana Radović, ex pallamanista montenegrina
- 1986 - Daniele Resca, tiratore a volo italiano
- 1986 - Denisa Rosolová, ex ostacolista, velocista e lunghista ceca
- 1986 - Kōki Sakamoto, ginnasta giapponese
- 1986 - Olayinka Sanni, ex cestista statunitense
- 1986 - Stephan Schröck, ex calciatore tedesco
- 1986 - Paetongtarn Shinawatra, politica, dirigente d'azienda e imprenditrice thailandese
- 1986 - Martin Stamper, taekwondoka britannico
- 1986 - Mason Trafford, ex calciatore statunitense
- 1986 - Vera Uljakina, pallavolista russa
- 1986 - Geovanny Vicente Romero, politologo e editorialista dominicano
- 1987 - Yannick Anzuluni, cestista della Repubblica Democratica del Congo
- 1987 - DeWanna Bonner, cestista statunitense
- 1987 - Chiara Chiti, attrice e modella italiana
- 1987 - Kerser, rapper australiano
- 1987 - Cody Kasch, attore statunitense
- 1987 - Kim Ki-bum, attore e cantante sudcoreano
- 1987 - Blai Mallarach, pallanuotista spagnolo
- 1987 - J.D. Martinez, giocatore di baseball statunitense
- 1987 - Anderson Martins, ex calciatore brasiliano
- 1987 - Jodie Meeks, ex cestista e allenatore di pallacanestro statunitense
- 1987 - Megan Montaner, attrice e modella spagnola
- 1987 - Isaías Peralta, calciatore cileno
- 1987 - Bruno Pinheiro, calciatore portoghese
- 1987 - Charity Sanoy, doppiatrice e cantante statunitense
- 1987 - Jana Vinochodova, bobbista russa
- 1987 - Lee Wallace, ex calciatore scozzese
- 1987 - Kura, disc jockey e produttore discografico portoghese
- 1987 - Anton Šipulin, ex biatleta russo
- 1988 - Paris Bennett, cantante statunitense
- 1988 - Gaetano Berardi, allenatore di calcio e ex calciatore svizzero
- 1988 - Martin Christiansen, giocatore di calcio a 5 e calciatore norvegese
- 1988 - Ivan Fatić, ex calciatore montenegrino
- 1988 - Ioan Hora, calciatore rumeno
- 1988 - Kiros Stânlley Soares Ferraz, calciatore brasiliano
- 1988 - Robert Lewandowski, calciatore polacco
- 1988 - Lukas Meijer, cantante e musicista svedese
- 1988 - Kacey Musgraves, cantautrice e produttrice discografica statunitense
- 1988 - Francisco José Olivas, calciatore spagnolo
- 1988 - Yoel Rodríguez, calciatore spagnolo
- 1988 - Bruno Gabriel Soares, calciatore brasiliano
- 1988 - Ben Tate, ex giocatore di football americano statunitense
- 1988 - Roksana Zasina, lottatrice polacca
- 1988 - Nemanja Zlatković, ex calciatore serbo
- 1989 - Jair Amador, calciatore portoghese
- 1989 - Shehzana Anwar, arciera keniota
- 1989 - Marco Armellino, calciatore italiano
- 1989 - Franco Balbi, cestista argentino
- 1989 - Giuseppe Bellusci, calciatore italiano
- 1989 - Charlison Benschop, calciatore olandese
- 1989 - Mikel Bizkarra, ciclista su strada spagnolo
- 1989 - Rajko Brežančić, calciatore serbo
- 1989 - Ekaterina Churas'kina, pentatleta russa
- 1989 - Dmitrij Chvostov, cestista russo
- 1989 - Fernanda Cornejo, modella ecuadoriana
- 1989 - Jared Crick, giocatore di football americano statunitense
- 1989 - Leandro Freire, calciatore brasiliano
- 1989 - Matteo Gentili, ex calciatore italiano
- 1989 - Tu Holloway, cestista statunitense
- 1989 - Robert Knox, attore britannico († 2008)
- 1989 - Jaco Kriel, rugbista a 15 sudafricano
- 1989 - Valentin Lazăr, ex calciatore rumeno
- 1989 - Annet Mahendru, attrice statunitense
- 1989 - Nik Omladič, calciatore sloveno
- 1989 - Hayden Panettiere, attrice e modella statunitense
- 1989 - Piao Cheng, calciatore cinese
- 1989 - Leonardo Ramos, calciatore argentino
- 1989 - Cindy Roleder, ostacolista tedesca
- 1989 - Stijn Steels, ex ciclista su strada e ex pistard belga
- 1989 - Aleix Vidal, ex calciatore spagnolo
- 1989 - Charlie Westbrook, ex cestista statunitense
- 1989 - Titus Young, giocatore di football americano statunitense
- 1990 - Bo Burnham, comico, attore e cantautore statunitense
- 1990 - Omar El Kaddouri, calciatore marocchino
- 1990 - Kevin Garcia, ex calciatore statunitense
- 1990 - Lana Gehring, pattinatrice di short track statunitense
- 1990 - Natsumi Hoshi, nuotatrice giapponese
- 1990 - Stephanie Irwin, ex sciatrice alpina canadese
- 1990 - Oliver Lund, ex calciatore danese
- 1990 - Alexssander Medeiros de Azeredo, calciatore brasiliano
- 1990 - Andreas Mies, tennista tedesco
- 1990 - Joseph Polossifakis, schermidore canadese
- 1990 - Pierre Sagna, calciatore senegalese
- 1990 - Ermin Seratlić, calciatore montenegrino
- 1990 - Lucrezia Sinigaglia, schermitrice italiana
- 1990 - J. J. Spaun, golfista statunitense
- 1990 - Elīza Tīruma, slittinista lettone
- 1990 - Christian Vázquez, giocatore di baseball portoricano
- 1990 - Alain Wiss, calciatore svizzero
- 1990 - Theyazin bin Haytham Al Sa'id, principe e politico omanita
- 1991 - David Andújar, calciatore spagnolo
- 1991 - Batyr Babaýew, calciatore turkmeno
- 1991 - Leandro Bacuna, calciatore olandese
- 1991 - Kalifa Coulibaly, calciatore maliano
- 1991 - Andrea De Nicolao, cestista italiano
- 1991 - Petar Franjić, calciatore croato
- 1991 - Petter Høvik, giocatore di calcio a 5 e ex calciatore norvegese
- 1991 - Jia Tong, tuffatrice cinese
- 1991 - Hanna Kolb, ex fondista tedesca
- 1991 - Walisson Maia, calciatore brasiliano
- 1991 - Il'ja Malych, bobbista, ex velocista e ex ostacolista russo
- 1991 - Cyril Mandouki, calciatore francese
- 1991 - Christian Navarro, attore statunitense
- 1991 - Anna Nečaevskaja, fondista russa
- 1991 - Demy, cantante greca
- 1991 - Raquel Pélissier, modella haitiana
- 1991 - Ryan Rae, ex calciatore sudafricano
- 1991 - Dráusio, ex calciatore brasiliano
- 1991 - Tobias Schjetne, giocatore di calcio a 5 e calciatore norvegese
- 1991 - Luca Steiner, giocatore di football americano svizzero
- 1991 - Amalie Szigethy, cantante e personaggio televisivo danese
- 1991 - Jakub Szyszkowski, pesista polacco
- 1991 - Lars Veldwijk, calciatore olandese
- 1991 - Jhonny da Silva, calciatore uruguaiano
- 1991 - Dominika Škorvánková, calciatrice slovacca
- 1992 - Ali Salim Al-Nahar, calciatore omanita
- 1992 - Elvis Bratanovič, calciatore sloveno
- 1992 - Ramiro Costa, calciatore argentino
- 1992 - Bryce Dejean-Jones, cestista statunitense († 2016)
- 1992 - Gagame Feni, calciatore salomonese
- 1992 - Juan Cruz Guillemaín, rugbista a 15 argentino
- 1992 - Brad Kavanagh, attore, cantante e musicista britannico
- 1992 - Maria Magatti, rugbista a 15 italiana
- 1992 - RJ Mitte, attore statunitense
- 1992 - Johan Mojica, calciatore colombiano
- 1992 - Phumlile Ndzinisa, velocista swati
- 1992 - Alan Oliveira, atleta paralimpico brasiliano
- 1992 - Jay Prosch, giocatore di football americano statunitense
- 1992 - Panagiōtīs Spyropoulos, calciatore greco
- 1992 - Haris Vučkić, calciatore sloveno
- 1992 - Felipe Nasr, pilota automobilistico brasiliano
- 1992 - Mari Krajmbreri, cantante ucraina
- 1993 - Jocelynn Birks, pallavolista statunitense
- 1993 - Millie Bright, calciatrice inglese
- 1993 - Michael Covea, calciatore venezuelano
- 1993 - Mike Evans, giocatore di football americano statunitense
- 1993 - Derek Fisher, giocatore di baseball statunitense
- 1993 - Bjarke Jacobsen, calciatore danese
- 1993 - Alexandros Kouros, calciatore greco
- 1993 - Halil Pehlivan, calciatore turco
- 1993 - Katin Reinhardt, ex cestista statunitense
- 1993 - Tony Rocha, calciatore statunitense
- 1993 - Austin Seferian-Jenkins, giocatore di football americano statunitense
- 1993 - Wilfried Zahibo, calciatore francese
- 1994 - Kaja Eržen, calciatrice slovena
- 1994 - Bobby Hart, giocatore di football americano statunitense
- 1994 - Kyndahl Hill, cestista statunitense
- 1995 - Kwan Cheatham, cestista statunitense
- 1995 - Svjatoslav Georgievskij, calciatore russo
- 1995 - Shady Habash, fotografo e regista egiziano († 2020)
- 1995 - Bruno Paulista, ex calciatore brasiliano
- 1995 - Tilen Klemenčič, calciatore sloveno
- 1995 - Dominik Kubalík, hockeista su ghiaccio ceco
- 1995 - Erica McCall, cestista statunitense
- 1995 - Everton Pereira, calciatore brasiliano
- 1995 - Agustín Rossi, calciatore argentino
- 1995 - Maximilian Wittek, calciatore tedesco
- 1995 - Cem İlkel, tennista turco
- 1996 - Sofyan Amrabat, calciatore marocchino
- 1996 - Gremlis Arvelo, tennistavolista venezuelana
- 1996 - Jasmine Camacho-Quinn, ostacolista portoricana
- 1996 - Will Harrison, attore statunitense
- 1996 - Chloe Jackson, ex cestista statunitense
- 1996 - Karolína Muchová, tennista ceca
- 1996 - Noah Joel Sarenren Bazee, calciatore tedesco
- 1996 - Dmitrij Sasin, calciatore russo
- 1996 - Igor Silva, calciatore brasiliano
- 1996 - Justin Strnad, giocatore di football americano statunitense
- 1996 - Emanuel Terry, cestista statunitense
- 1997 - Uriel Antuna, calciatore messicano
- 1997 - Ned Azemia, ostacolista seychellese
- 1997 - Sofia Bertizzolo, ciclista su strada e pistard italiana
- 1997 - Alexandru Boiciuc, calciatore moldavo
- 1997 - Elena Brugger, lottatrice tedesca
- 1997 - Micheal Clemons, giocatore di football americano statunitense
- 1997 - Raekwon Davis, giocatore di football americano statunitense
- 1997 - Chris Helbig, giocatore di football americano statunitense
- 1997 - Pedro Lagoa, calciatore portoghese
- 1997 - Marcelo Miño, calciatore argentino
- 1997 - Samuele Perisan, calciatore italiano
- 1997 - Landon Young, giocatore di football americano statunitense
- 1998 - Fredrik André Bjørkan, calciatore norvegese
- 1998 - Karlo Butić, calciatore croato
- 1998 - Jade Chynoweth, attrice e ballerina statunitense
- 1998 - Jair Díaz, calciatore messicano
- 1998 - Madeleine Egle, slittinista austriaca
- 1998 - Óscar Fernández, giocatore di calcio a 5 venezuelano
- 1998 - Alan Franco Palma, calciatore ecuadoriano
- 1998 - Hady Habib, tennista libanese
- 1998 - Mikiah Herbert Harrigan, cestista britannica
- 1998 - Francisco Ipiñazar, hockeista su pista argentino
- 1998 - Athanasios Kynigakis, nuotatore greco
- 1998 - Admiral Muskwe, calciatore zimbabwese
- 1998 - Ali Nullmeyer, sciatrice alpina canadese
- 1998 - Andri Ragettli, sciatore freestyle svizzero
- 1998 - Florin Tița, lottatore rumeno
- 1999 - Javier Altamirano, calciatore cileno
- 1999 - Lucas Barros, calciatore brasiliano
- 1999 - Cam Jurgens, giocatore di football americano statunitense
- 1999 - Maxim Knight, attore e doppiatore statunitense
- 1999 - Kacper Kostorz, calciatore polacco
- 1999 - Lucas Necul, calciatore argentino
- 1999 - Facundo Perdomo, calciatore uruguaiano
- 1999 - Yílmar Velásquez, calciatore colombiano
- 2000 - Artem Bondarenko, calciatore ucraino
- 2000 - Abel Bretones, calciatore spagnolo
- 2000 - Kane Crichlow, calciatore bermudiano
- 2000 - Yahia Fofana, calciatore francese
- 2000 - Dylan Horton, giocatore di football americano statunitense
- 2000 - Mona McSharry, nuotatrice irlandese
- 2000 - Kemba Nelson, velocista giamaicana
- 2000 - Charokee Young, velocista giamaicana

## XXI secolo(24)
- 2001 - Youssouf Assogba, calciatore beninese
- 2001 - Michele Busa, nuotatore italiano
- 2001 - Marin Honda, ex pattinatrice artistica su ghiaccio giapponese
- 2001 - Brooks Jensen, wrestler statunitense
- 2001 - Marc Khoueiry, cestista libanese
- 2001 - Dallas Liu, attore statunitense
- 2001 - Samuele Ricci, calciatore italiano
- 2001 - Robin Juel Skivild, pistard e ciclista su strada danese
- 2001 - Noah Söderberg, calciatore svedese
- 2001 - Kayra Zabcı, attrice turca
- 2002 - Nathaniel Adjei, calciatore ghanese
- 2002 - Ebenezer Annan, calciatore ghanese
- 2002 - Daniel Fila, calciatore ceco
- 2002 - Alexandros Nikolaidīs, cestista greco
- 2002 - Anna Monta Olek, judoka tedesca
- 2002 - Zion Suzuki, calciatore giapponese
- 2003 - Youssef Amyn, calciatore iracheno
- 2003 - Bae Jun-ho, calciatore sudcoreano
- 2003 - Facundo Bernal, calciatore uruguaiano
- 2003 - Adrián Huertas, pilota motociclistico spagnolo
- 2003 - Alex Scott, calciatore inglese
- 2006 - João Fonseca, tennista brasiliano
- 2007 - Daniela Rubio, attrice e modella spagnola
- 2009 - Noga Levy, nuotatrice artistica israeliana